# GD 66

Un sistema de dos cuerpos orbita alrededor de su centro de masa. Si uno de los objetos es mucho más masivo que el otro, el efecto es imperceptible

GD 66 es una estrella enana blanca con una masa de un 64 % la del Sol, que se encuentra a 166 años luz de distancia.
La estrella puede tener un acompañante planetario, GD 66 b, en una órbita de 4.5 años. La estrella pertenece a la subcategoría de enana blanca pulsante del tipo DAV, que poseen un periodo extremadamente estable. Se ha medido pequeñas variaciones en la fase de la pulsación, que sugieren que la estrella se mueve en un pequeño círculo, debido a la atracción gravitacional de un cuerpo menor. Sin embargo, más información es necesaria para confirmar esta hipótesis.
Las mejores estimaciones para las propiedades del planeta (las que mejor se adecúan a las variaciones observadas) son una masa de 2.11 (± 0.14) MJ, un semieje mayor de 2.356 (± 0.081) UA y un periodo de 1650 (± 77) días.